# REC-君が泣いた日-
『REC-君が泣いた日-』（レック きみがないたひ）は、牧野あおいによる日本の漫画作品。『りぼん』（集英社）2010年12月号から2011年3月号まで連載された。

## ストーリー
生まれてから一度も涙を流したことがないみなみ。みなみは、人気俳優の若林暁と出会う。あることをきっかけに暁に気を許したが、暁にはある重大な秘密があった。
人間の醜さや涙について語った超衝撃ストーリー

## キャラクター
声優はまんが動画版のもの。
相沢みなみ
声 - 山根舞
高校1年生。人間が嫌いで、生まれてから一度も涙を流したことがない。いつもビデオカメラを持ち歩いている。
若林暁
声 - 沼澤龍一郎
みなみと同じ高校に通う高校1年生。人気俳優だが、『ずっと君を愛してる』という作品を最後に俳優をやめる。
チョコ
みなみに拾われた猫。車にひかれて亡くなった。

## 書誌情報
- 牧野あおい 『REC-君が泣いた日-』[3] 集英社 〈りぼんマスコットコミックス〉、2011年3月15日発売[1]、『りぼん』2010年12月号[2] - 2011年3月号、ISBN 978-4-08-867108-6、全1巻
  - キラふわKISS（『りぼん』2010年9月号）
  - キラふわXmas（『りぼんスペシャル』2011年1月冬の大増刊号）